# Doktor veterinární medicíny
Doktor veterinární medicíny (lat. medicinae veterinariae doctor, zkratka MVDr. psaná před jménem) je akademický titul udělovaný absolventům vysoké školy v magisterském studijním programu v oblasti veterinárního lékařství a veterinární hygieny. V Česku je tento titul udělován po šestiletém studiu a po ukončení studia příslušnou státní rigorózní zkouškou. V mnoha státech je získání ekvivalentního titulu nezbytnou podmínkou k umožnění vykonávání povolání veterinárního lékaře (zvěrolékaře). Jedná se o tzv. profesní doktorát, tedy o titul spjatý s výkonem profese, přičemž dosažený stupeň vzdělání dle ISCED je 7 (master's degree). Po absolvování doktorátu veteriny lze nastoupit rovnou do praxe, tedy optimálně kupř. do zavedené veterinární kliniky (ordinace). Podmínky pro samostatnou veterinární praxi se mohou měnit, nicméně atestace nebývají v současnosti podmínkou (atestace je nutná pro specializaci, tedy pro veterináře-specialistu).

## Současnost
Podle českého zákona o vysokých školách je v současnosti slovním vyjádřením titulu MVDr. „doktor veterinární medicíny“, jde o „obligatorní“ doktorát (blíže: malý doktorát), tedy jedná se o řádné zakončení studia příslušnou rigorózní zkouškou (součástí není povinná obhajoba rigorózní práce, například v některých těchto oborech na Veterinární univerzitě Brno se tato práce dobrovolně zhotovuje, vždy dle akreditované skladby příslušného oboru). Zpravidla se tak jedná o celistvé šestileté prezenční magisterské studium na univerzitě (tedy nikoliv rozdělené na bakalářský a na navazující magisterský studijní program) v uvedených oblastech.
V Česku mohou tento titul získat pouze absolventi Fakulty veterinárního lékařství a Fakulty veterinární hygieny a ekologie Veterinární univerzity Brno.
Udělování titulu „doktor veterinární medicíny“ se v Česku řídí zákonem č. 111/1998 Sb., o vysokých školách, ve znění pozdějších předpisů, a rovněž i úspěšný absolvent, „doktor veterinární medicíny“, má případně možnost též dále studovat v doktorském studijním programu (zpravidla další 3–4 roky studia, dříve „postgraduální studium“) a získat titul „doktor“ (Ph.D., 8 v ISCED, doctor's degree), tedy tzv. velký doktorát, ten je primárně zaměřen na samostatnou vědeckou činnost (resp. akademickou činnost). 
V USA veterinární lékaři získávají titul ve zkratce D.V.M. (Doctor of Veterinary Medicine), který se uvádí za jménem.
Doktorát veteriny, stejně jako další, jsou platné jak v Česku, tak na Slovensku (díky mezinárodní smlouvě není třeba podstupovat tzv. nostrifikaci). Platí pro ně i stejný zápis – zkratka titulu se píše před jménem a od jména se odděluje mezerou, např. MVDr. Jan Novák. Někdy se zkracuje na „dr.“, popř. na začátku větného celku jako „Dr.“ (např. Na Univerzitě Karlově vystudoval dr. Jan Novák. / Dr. Jan Novák vystudoval na Univerzitě Karlově.).

## Historie

### Do roku 1953
Doktorát zvěrolékařství (veterinární medicíny), MVDr., byl dříve udílen vedle dalších doktorátů, kupříkladu vedle doktorátu lékařství (medicíny) ve zkratce MUDr.

### Po roce 1953
Po převzetí moci komunisty byla následně roku 1950 přijata nová legislativa, která od roku 1953 zrušila tituly a stavovská označení pro nové absolventy a těm tak byly nově udíleny pouze desítky tzv. profesních označení (např. typu promovaný právník, železniční inženýr, dřevařský inženýr, inženýr-agronom, inženýr-zootechnik, inženýr-zemědělský mechanisátor, potravinářský inženýr, promovaný farmaceut, promovaný zubní lékař, promovaný dětský lékař, promovaný lékař, promovaný lékař-hygienik a mnohá další). Veterinární lékaři tak po roce 1953 získavali profesní označení „promovaný veterinární lékař“. Poté byla provedena určitá reforma a v českých zemích (resp. v ČSSR) bylo absolventům veterinárních studií přiznáváno tehdejším vysokoškolským zákonem (zákonem č. 19/1966 Sb.) MVDr., jakožto „doktor veterinářství“. Další vysokoškolský zákon z roku 1980 již pod stejnou zkratkou MVDr. uváděl titul „doktor veterinární medicíny“.

### Po roce 1990
Po revoluci byl v roce 1990 přijat nový vysokoškolský zákon a titul MVDr. byl udílen i nadále jako „doktor veterinární medicíny“ – vysokoškolský zákon tak udílel pouze dva doktoráty: MUDr. a právě MVDr., mimo to zde ještě zákon uváděl titul Dr., ovšem ten byl spjat až s tzv. „postgraduálním studiem“ (další 3 roky studia). Boloňský proces následně sjednotil oblast evropského vysokoškolského vzdělávání.
Titul „doktor veterinární medicíny“, MVDr., se tak uděluje i nadále, přičemž ti absolventi, kteří chtěji pokračovat v dalším studiu, tak od roku 1998 mohou již v doktorském studijním programu (doctor's degree, do roku 1998 zmiňované „postgraduální studium“) – v současné době je pak tento program spjat s titulem „doktor“ v mezinárodně standardní zkratce Ph.D. (za jménem), která označuje vědce (ekvivalent dřívějšího „kandidát věd“, CSc.).